# Wolfgang Ketterle
Wolfgang Ketterle (Heidelberg, 21 de outubro de 1957) é um físico alemão.
É professor de física no Instituto de Tecnologia de Massachusetts (MIT).
Foi um dos três cientistas a receberem o Nobel de Física de 2001, junto com Eric Allin Cornell e Carl Wieman. Suas pesquisas focalizam-se em resfriamento laser e isolamento de átomos ultrafrios. Foi um dos principais descobridores da Condensação de Bose-Einstein em gases.

## Pesquisa
Depois de atingir a condensação de Bose-Einstein em gases diluídos em 1995, seu grupo foi em 1997 capaz de demonstrar a interferência entre dois condensados em colisão, bem como a primeira realização de um "laser atômico ", o análogo atômico de um laser óptico . Além das investigações em andamento dos condensados de Bose-Einstein em átomos ultracold, suas realizações mais recentes incluíram a criação de um condensado molecular de Bose em 2003, bem como um experimento de 2005 fornecendo evidências de "alta temperatura" superfluidez em um condensado fermiônico.

## Publicações
- K. B. Davis; M. O. Mewes; M. R. Andrews; N. J. van Druten; D. S. Durfee; D. M. Kurn; W. Ketterle (27 de novembro de 1995). «Bose-Einstein Condensation in a Gas of Sodium Atoms» (PDF). Physical Review Letters. 75 (22): 3969–3973. Bibcode:1995PhRvL..75.3969D. PMID 10059782. doi:10.1103/PhysRevLett.75.3969
- M. R. Andrews; C. G. Townsend; H.-J. Miesner; D. S. Durfee; D. M. Kurn; W. Ketterle (1997). «Observation of interference between two Bose condensates». Science. 275 (5300): 637–641. CiteSeerX 10.1.1.38.8970. PMID 9005843. doi:10.1126/science.275.5300.637
- M. O. Mewes; M. R. Andrews; D. M. Kurn; D. S. Durfee; C. G. Townsend; W. Ketterle (27 de janeiro de 1997). «Output Coupler for Bose-Einstein Condensed Atoms». Physical Review Letters. 78 (4): 582–585. Bibcode:1997PhRvL..78..582M. doi:10.1103/PhysRevLett.78.582
- M. W. Zwierlein; C. A. Stan; C. H. Schunck; S. M. F. Raupach; S. Gupta; Z. Hadzibabic; W. Ketterle (2003). «Observation of Bose-Einstein Condensation of Molecules». Physical Review Letters. 91 (25). 250401 páginas. Bibcode:2003PhRvL..91y0401Z. PMID 14754098. arXiv:cond-mat/0311617. doi:10.1103/PhysRevLett.91.250401